# Luigi Di Maio
Luigi Di Maio (Avellino, 6 de julio de 1986) es un político italiano. Fue ministro de Asuntos Exteriores, nombrado por Giuseppe Conte y confirmado en febrero de 2021 por el gobierno de Mario Draghi. Lideró el M5E tras ser elegido en primarias relevando a Beppe Grillo desde el 23 de septiembre de 2017 hasta su dimisión el 22 de enero de 2020. Es diputado de la República Italiana por el Movimiento 5 Estrellas desde marzo de 2013. Fue vicepresidente de la Cámara de Diputados desde el 21 de marzo de 2013 -siendo el más joven en la historia de la República en ocupar ese cargo- hasta septiembre de 2019 cuando asumió el puesto de Ministro de Asuntos Exteriores de Italia hasta octubre de 2022.

## Biografía
Nacido en el seno de una familia acomodada, Di Maio es el mayor de tres hermanos: su hermana es un año más joven y estudió arquitectura, y su hermano tiene ocho años menos. Su madre Paola es profesora de italiano y latín en una escuela secundaria y su padre Antonio un contratista del sector de la construcción, antiguo militante del neofascista Movimiento Social Italiano (MSI).
Di Maio había trabajado como azafato en la tribuna de autoridades del Estadio de Fútbol San Paolo de Nápoles, como periodista publicista, técnico informático, comercial y camarero antes de llegar a la Cámara de Diputados.

### Trayectoria política
Se inscribió al Movimiento 5 Estrellas en 2007. En 2010 fue candidato a concejal en el ayuntamiento de su localidad, donde apenas obtuvo 50 votos. En 2013 obtuvo un escaño en el Parlamento italiano y ese mismo año fue nombrado vicepresidente de la Cámara de los Diputados, convirtiéndose en el político más joven en ocupar ese cargo en la historia de Italia.
Tras su elección como diputado en 2013 se convirtió en la mano derecha de Beppe Grillo y el otro fundador del movimiento, el empresario Gianroberto Casaleggio.
Desde el 7 de mayo, también es miembro de la 14.ª Comisión, que se ocupa de las políticas de la UE. En poco tiempo se convirtió en una de las caras más conocidas del partido, tanto que fue nombrado miembro de la denominada "dirección" del movimiento, creada en noviembre de 2014 por cinco parlamentarios elegidos por Beppe Grillo. con el objetivo de construir el principal órgano de gobierno del partido, actuando como vínculo entre el líder y los diputados elegidos en el parlamento. En 2016 fue nombrado jefe de autoridades locales del Movimiento 5 Estrellas.
En septiembre de 2017 se postuló para las elecciones primarias para elegir al candidato a primer ministro y líder político del Movimiento 5 Estrellas: ganó con 30,936 votos, equivalentes a aproximadamente 82 % de votantes.
En las elecciones italianas de 2018 obtuvo 95.219 votos (63,41%) en la circunscripción uninominal de Acerra, derrotando al candidato de centroderecha Vittorio Sgarbi y siendo así elegido por segunda vez en la Cámara. En la crisis política derivada de la nominación impugnada por el presidente de la República del Ministro de Economía, ante la posibilidad de nuevas elecciones políticas, Di Maio esperaba la activación del artículo 90 de la Constitución italiana y el anunció nuevas elecciones. Con la crisis resuelta, Di Maio ocupó el puesto de vicepresidente del Consejo de Ministros y ministro de Desarrollo Económico y posteriormente de Trabajo en el primer gobierno de Giussepe Conte. El 5 de septiembre de 2019 asumió el puesto de ministro de Asuntos Exteriores y Cooperación Internacional en el segundo gobierno Conte.
El 22 de enero de 2020 anunció su renuncia irrevocable como jefe político del Movimiento 5 Estrellas y jefe de delegación de su partido para el segundo gobierno de Conte. En su discurso en el Templo de Adriano enumeró todos los éxitos del M5S bajo su liderazgo y atribuyó su renuncia a los enfrentamientos internos dentro del Movimiento, refiriéndose a los opositores internos que "están en la retaguardia y vienen al frente sólo para apuñalar por la espalda"  Di Maio había sido contestado por una parte del partido que consideraba que no era compatible el liderazgo del Movimiento 5 Estrellas con su puesto como ministro.

## Posiciones políticas
Está considerado un moderado con una posición centrista en el Movimiento 5 Estrellas.

### Política exterior
En febrero de 2019, con motivo de las elecciones europeas de 2019, junto con Alessandro Di Battista, Di Maio se reunió con una delegación del Movimiento de los Chalecos Amarillos. La reunión produjo fricciones entre los gobiernos francés e italiano.
Con respecto a la crisis presidencial venezolana de 2019, en febrero de este año Di Maio proclamó la neutralidad de Italia y de no interferencia alentando un "diálogo constructivo" entre las partes con el objetivo de no "alentar la división internacional y las posibles consecuencias en términos de desestabilización del país." Destacando el llamamiento del papa Francisco.
Apoyó las candidaturas de Albania y Macedonia del Norte para convertirse en Estados miembros de la Unión Europea.

### Derechos civiles
Se declara en contra de los vientres de alquiler, definiéndola como una práctica "abominable" porque, en su opinión, el niño se convertiría en "una mercancía".
Está a favor de las uniones civiles entre personas del mismo sexo y la adopción en casos especiales , considerando que las adopciones para parejas de personas con el mismo sexo deben abordarse por referéndum.
Con respecto al decreto de 31 de enero de 2019 firmado por el ministro del Interior, Matteo Salvini , que decreta el reemplazo del término "padres" por "padre" y "madre" en la tarjeta de identidad  y un motivo de controversia por parte de las familias dice: «Como católico, creo que la familia es la que está con el padre y la madre. En Italia tenemos casos en los que el poder judicial ha reconocido a niños en una pareja del mismo sexo. Si tenemos que regular estos casos, encontramos una solución, pero cuando enfrentamos este debate hablamos de niños, porque los niños no son un derecho, a menudo solo hablamos de padres».
Afirma que ius soli representa un tema importante que debe abordarse a nivel europeo, pero al mismo tiempo delicado, ya que podría atraer a más inmigrantes a Italia y generar corrupción , y tampoco representa una prioridad política con respecto al apoyo a los ingresos de los italianos.